# РесПубліка з Анною Безулик
РесПубліка з Анною Безулик — щотижневе суспільно-політичне ток-шоу на 5 каналі, ток-шоу про справи народу.

Це проєкт в якому увагу зосереджено не тільки на актуальному інформаційному контенті, а, в першу чергу, на суспільному значенні і змісті проблем, які обираються для дискусій. Темами для обговорення стають або найбільш резонансні, або цікаво висвітлені в різноманітних ЗМІ важливі суспільні проблеми або події. Спектр тем не обмежено: соціум, культурні, міжнародні, політичні тощо — все, що насправді хвилює громадян, що є народною або суспільною справою.
Драматургію програми визначає зіткнення принаймні двох різних точок зору на головне питання дискусії. Особливість формату – обов'язкова присутність «третьої», «медійної» точки зору. Тобто, участь у програмі «медіа-людей», які висвітлювали, досліджували питання дискусії та є компетентними в ньому. Саме їхні версії подій перетворюються на «підпитання» дискусії та розмежовують її на блоки.
Безумовно, щодо проблеми та версій журналістів в студії також дискутують експерти, відомі в суспільстві особистості та безпосередні учасники подій.
Головне концептуальне завдання проєкту «РесПубліка з Анною Безулик»: створити світ спілкування людей, здатних генерувати ідеї та сенси, людей, які не просто відтворюють штампи, а створюють інформаційний світ і нашу країну.
В студії встановлені вебкамери, які зніматимуть те, що відбувається в студії під час рекламних пауз. Глядачі та учасники проєкту можуть висловити свої думки та претензії до шоу. Щодо назви програми пані Безулик нагадала, що «РесПубліка» перекладається як «справа народу»: «Нам би хотілось, щоб люди нарешті зрозуміли, що наше майбутнє у наших руках. Майбутнє України — це справа народу».